# 인텔리피디아

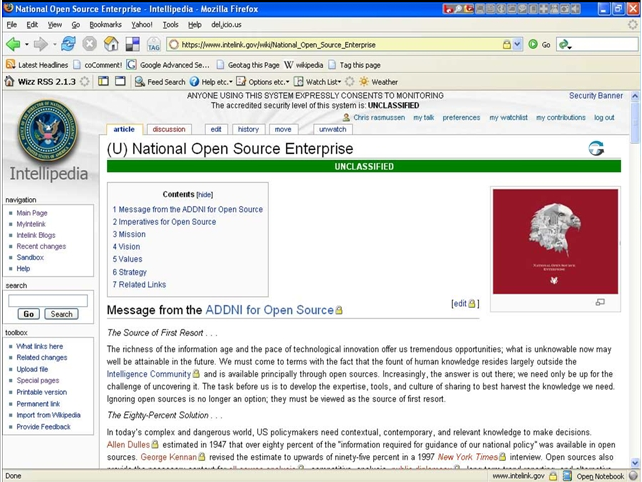
인텔리피디아의 스크린샷. 미디어위키를 사용한다는 것을 알 수 있다.

인텔리피디아는 2006년 미국 CIA가 내부 서버에 구축한 위키백과이다. 완성되지 않은 정보를 실시간으로 공유한다는 것이 특징이다.
카멘 메디나(Carmen Medina)가 CIA에 근무하는 동안 CIA 내부 소통 방식에 문제가 있다는 것을 깨닫고 처음 제안했다. 본래 CIA에서는 정보 보안을 위해 정보를 공유할 때에는 '인쇄물'로 공유했다. '완성된 정보 보고서(finished intelligence reports)'를 매일 발행하는 방식인데, 이러한 소통 방식은 인명, 국가 안보가 걸린 위급한 상황에서는 불편하고 신속하게 정보를 공유할 수 없다는 한계가 있다.
CIA는 실시간으로 정보를 공유해야한다는 카멘 메디나의 제안을 묵살했으나, 수 년 후에는 필요성을 인정해 인텔리피디아라는 정보 플랫폼을 구축했다. 2005년 말에 실험모델을 가동하였으며, 2006년에 정식가동했다.

## 같이 보기
- 공개출처정보
- 모자이크 이론 (첩보)